# Koselmühlenfließ (Naturschutzgebiet)
Das Naturschutzgebiet Koselmühlenfließ liegt auf dem Gebiet der Stadt Drebkau und der Gemeinde Kolkwitz im Landkreis Spree-Neiße in Brandenburg.
Das Gebiet mit der Kenn-Nummer 1323 wurde mit Verordnung vom 5. Mai 2006 unter Naturschutz gestellt. Das rund 112 ha große Naturschutzgebiet erstreckt sich südwestlich des Kernortes Kolkwitz und westlich und nordwestlich der Kernstadt Drebkau entlang des Koselmühlenfließes. Am nördlichen Rand des Gebietes verläuft die Landesstraße L 49 und durch das Gebiet hindurch die A 15 und die L 52. Östlich verlaufen die L 521 und die B 169. Nördlich erstreckt sich das rund 288 ha große Naturschutzgebiet Glinziger Teich- und Wiesengebiet und westlich der 457 ha große Gräbendorfer See.

## Bedeutung
Das Naturschutzgebiet umfasst die „Niederung eines nährstoffarmen Tieflandbaches des Niederlausitzer Landrückens mit weitgehend naturnahem Verlauf.“